# Андерсон, Джеймс (морской пехотинец)
Джеймс Андерсон-младший (англ. James Anderson Jr.; 22 января 1947, Лос-Анджелес, Калифорния — 28 февраля 1967, Куангчи) рядовой первого класса корпуса морской пехоты США. Награждён посмертно высочайшей военной наградой США — медалью Почёта за героизм, проявленный в ходе службы во Вьетнаме в 1967 году. После награждения, проведённого 21 августа 1968 Андерсон стал первым афроамериканским морским пехотинцем, награждённым медалью Почёта.

## Биография
Родился 22 января 1947 года в Лос-Анджелесе, штат Калифорния. По окончании старшей хай-скул он полтора года посещал Харбор-колледж Лос-Анджелеса.
Андерсон оставил колледж и 17 февраля 1966 года вступил в ряды морской пехоты. Прошёл рекрутскую подготовку в первом учебном батальоне на базе подготовки рекрутов в Сан-Диего, штат Калифорния. По завершении подготовки в августе 1966 года он был произведён в рядовые первого класса и затем переведён на базу Кэмп-Пендлтон, штат Калифорния, где прошёл дальнейшую подготовку в составе второго батальона второго учебного пехотного полка.
В декабре 1966 рядовой первого класса Андерсон прибыл в республику Вьетнам, где служил стрелком в роте F второго батальона третьего полка третьей дивизии морской пехоты в провинции Куангчи. 28 февраля 1967 в ходе операции «Прерия — 2» он получил смертельное ранение, прикрывая своих товарищей от взрыва ручной гранаты.
Тело Андерсона было погребено на мемориальном парке Линкольна в г. Карсон, штат Калифорния (участок L-6).

## Награды
| A light blue ribbon with five white five pointed stars |  |                            |
|                                                        |  | Бронзовая звезда за службу |
|                                                        |  |                            |

|                                             | медаль Почёта                                           |                                                          |
| Пурпурное сердце                            | Медаль «За службу национальной обороне»                 | Медаль «За службу во Вьетнаме» с одной бронзовой звездой |
| Медаль «За военные заслуги» (Южный Вьетнам) | Крест «За храбрость» (Южный Вьетнам) с пальмовым листом | Медаль вьетнамской кампании                              |

### Наградная запись к медали Почёта
За выдающуюся храбрость и отвагу проявленные с риском для жизни при выполнении и перевыполнении долга службы стрелком второго взвода роты F, второго батальона, третьего полка, третьей дивизии морской пехоты во Вьетнаме 28 февраля 1967 года. Рота F продвигалась через плотные джунгли с целью выручить попавшую в плотную осаду разведгруппу. Взвод рядового первого класса Андерсона шёл во главе построения. Взвод прошёл только 200 метров, когда попал под плотный вражеский огонь из лёгкого стрелкового и автоматического оружия. Взвод отреагировал незамедлительно, развернувшись как можно лучше в линии на густозаросшей местности и открыл ответный огонь. Рядовой первого класса Андерсон оказался в плотной группе с другими бойцами взвода всего лишь в 20 м от вражеских позиций. В ходе дальнейшей перестрелки несколько бойцов получили ранения в ходе смертоносной вражеской атаки. Внезапно, вражеская граната упала посреди группы морских пехотинцев и прокатилась рядом с головой рядового первого класса Андерсона. Без колебаний и с полным пренебрежением к собственной безопасности, он протянул руку, схватил гранату, прижал ее к груди и накрыл её свои телом, когда она взорвалась. Хотя несколько морских пехотинцев получили ранения от осколков его тело поглотило большую часть взрыва. Своим исключительно героическим действием рядовой первого класса Андерсон спас своих товарищей от серьёзных ранений и возможной гибели. Его личный героизм, необычайная храбрость и вдохновляющее самопожертвование принесли великую честь ему и корпусу морской пехоты и поддержали высочайшие традиции военно-морской службы Соединённых штатов. Он доблестно отдал жизнь за свою страну.
/подп/ Линдон Джонсон
Оригинальный текст (англ.)
For conspicuous gallantry and intrepidity at the risk of his life above and beyond the call of duty as a rifleman, Second Platoon, Company F, Second Battalion, Third Marines, Third Marine Division, in Vietnam on 28 February 1967. Company F was advancing in dense jungle northwest of Cam Lộ in an effort to extract a heavily besieged reconnaissance patrol. Private First Class Anderson's platoon was the lead element and had advanced only about 200 meters when they were brought under extremely intense enemy small arms and automatic weapons fire. The platoon reacted swiftly, getting on line as best they could in the thick terrain, and began returning fire. Private First Class Anderson found himself tightly bunched together with the other members of the platoon only 20 meters from the enemy positions. As the fire fight continued several of the men were wounded by the deadly enemy assault. Suddenly, an enemy grenade landed in the midst of the Marines and rolled alongside Private First Class Anderson's head. Unhesitatingly and with complete disregard for his own personal safety, he reached out, grasped the grenade, pulled it to his chest and curled around it as it went off. Although several Marines received shrapnel from the grenade, his body absorbed the major force of the explosion. In this singularly heroic act, Private First Class Anderson saved his comrades from serious injury and possible death. His personal heroism, extraordinary valor, and inspirational supreme self-sacrifice reflected great credit upon himself and the Marine Corps and upheld the highest traditions of the United States Naval Service. He gallantly gave his life for his country.
/S/ LYNDON B. JOHNSON

## Память
В честь Андерсона названы:
- Строящийся корабль ВМС США USNS PFC James Anderson Jr. (T-AK 3002)[5]
- Парк в г. Карсон, штат Калифорния на углу Вилмингтона и университета[6].
- Улица в г Клмптон, штат Калифорния (Андерсон-авеню)

Писатель Шелдон Маккормик посвятил свой роман 2017 года The Downlow Saga памяти Андерсона.
Имя Джеймса Андерсона-младшего выбито на мемориале ветеранов войны во Вьетнаме, г. Вашингтон (панель 15 Е — ряд 112).